# Kim Yong Sun
Kim Yong Sun (kor. 김용순, ur. 1934, zm. 23 października 2003) – północnokoreański polityk. Pełnił funkcję wiceprzewodniczącego Komitetu ds. Pokojowego Zjednoczenia Ojczyzny. Był także sekretarzem (podległym sekretarzowi generalnemu) Partii Pracy Korei. Uhonorowany Orderem Kim Ir Sena, najwyższym odznaczeniem Koreańskiej Republiki Ludowo-Demokratycznej.

## Życiorys
Kim Yong Sun urodził się w 1934 roku, w prowincji P’yŏngan Południowy, w okresie, kiedy Półwysep Koreański znajdował się pod okupacją japońską. W październiku 1980 roku trafił do Komitetu Centralnego Partii Pracy Korei. Odegrał kluczową rolę w planowaniu pierwszego szczytu koreańskiego w czerwcu 2000 roku, na którym spotkali się Kim Dzong Il i Kim Dae-jung. We wrześniu 2000 roku przybył do Korei Południowej, jako członek oficjalnej północnokoreańskiej delegacji i przeprowadził inspekcję obiektów producenta stali POSCO w Pohang; był pierwszym, od 1985 roku, sekretarzem Partii Pracy Korei, który udał się na kontrolę do Korei Południowej. Po wypadku samochodowym w czerwcu 2003 roku został przewieziony do szpitala, gdzie zmarł 23 października w wyniku odniesionych obrażeń.